# BSななみDEどーも
『BSななみDEどーも』（ビーエスななみデどーも）は、NHK（日本放送協会）の衛星第2放送（BS2）で放送していた子供向け番組である。

## 概要
2007年3月30日の放送をもって終了した『BSどーもくんワールド』の後続番組で、2007年4月6日から2011年3月26日まで放送していた番組である。
通常は東京都渋谷区のNHK放送センター内にあるNHKスタジオパーク内の「みんなの広場ふれあいホール」での収録だが、年に数回は地方での収録の場合がある。
- 放送時間：毎週土曜日 18:00 - 18:40
  - 再放送：毎週日曜日 8:05 - 8:45，翌週金曜日 12:15 - 12:45

- NHKの衛星波再編に伴い、2011年4月17日からBSプレミアムに移行。後続番組として『みんなDEどーもくん!』が放送されている。

## 出演者
浜谷真理子

テツandトモ（「BSどーもくんワールド」から継続して出演）

どーもシスターズ

- 力石理江ぞー（key, バンドマスター）
- きむ（谷川和代）（g）
- 佳弥（上杉佳弥）（b）
- みったん（角田美喜）（d）

ななみ's

- 女子
  - 今井利奈
  - 高木希望
  - 中村優芽（2008年4月より2011年3月まで）
  - 近貞冬奈（現 朝倉ふゆな）（2010年4月より2011年3月まで）
  - 阿部遥（2008年4月より2012年3月まで）
  - 大塚あかり（2009年4月より）
  - 堀しおん（2010年4月より）

- 男子
  - 笠原知也
  - 鳴戸嘉紀（2009年4月より）
  - 中村浩大（2008年4月より）
  - 武田翔大（2008年4月より）
  - 高ひろ直希（2010年4月より）
  - 西川岬希（2010年4月より）

上記メンバーより男女2人ずつの計4人がローテーションで出演。いずれもアイビィーカンパニー所属。
- 過去のななみ's
  - 齋藤里佳子（2009年3月まで）
  - 岡駿斗（2009年3月まで）
  - 福田響志（2009年5月まで）
  - 吉川里綺（2010年3月まで）
  - 岡田勇太（2010年3月まで）

### キャラクター
たーちゃん、うさじいについてはどーもくんを参照
- ななみちゃん：小桜エツ子
- どーもくん：玄田哲章
- たーちゃん：豊口めぐみ
- うさじい：八木光生

## イベント・コンサート
| 公演   | タイトル                               | 出演者（一部を除く）                                                                                      |
| ------ | -------------------------------------- | --- |
| 2007年 | 渋谷DEどーも ななみの"ヒーロー"大集合! | 浜谷真理子、テツandトモ どーもくん、ななみちゃん、うさじい、たーちゃん ストレッチマン                     |
| 2008年 | ななみのともだちいっぱい!祭り          | 浜谷真理子、テツandトモ どーもくん、ななみちゃん、うさじい、たーちゃん 杉田あきひろ                       |
| 2009年 | ななみ&どーも ともだちいっぱい!祭り    | 浜谷真理子、テツandトモ どーもくん、ななみちゃん、うさじい、たーちゃん ひなたおさむ、かまだみき、恵畑ゆう |
| 2010年 | ななみ&どーも ともだちいっぱい!祭り    | 浜谷真理子、テツandトモ どーもくん、ななみちゃん、うさじい、たーちゃん 佐藤弘道、つのだりょうこ           |